# Wyandotte (Michigan)
Wyandotte ist eine Stadt in Wayne County im US-Bundesstaat Michigan. Sie liegt im Südosten von Michigan, ungefähr 18 km südlich von Detroit am Detroit River, und ist Teil der unter dem Namen Downriver bekannten Gruppe von Ortschaften. Das U.S. Census Bureau hat bei der Volkszählung 2020 eine Einwohnerzahl von 25.058 ermittelt.

Der Name kommt von einer früheren Siedlung der Wyandot (Huronen).

## Geografie
Das Stadtgebiet liegt auf einer mittleren Höhe von 177 m etwa zehn Kilometer nördlich der Mündung des Detroit River in den Eriesee und hat eine Fläche von 18,1 km². Es bildet den südlichen Abschluss der Metropolregion von Detroit und wird im Westen von Southgate begrenzt, von Lincoln Park im Nordwesten, von Riverview im Süden und Ecorse im Norden.
Der Michigan State Highway M-85 führt als Fort Street durch Wyandotte. Im Westen des Stadtgebietes verläuft die Interstate 75 zwischen Detroit und Toledo. Der nächste größere Flugplatz ist der Detroit Metropolitan Wayne County Airport etwa 15 km westlich der Stadt.
Wyandotte ist die Partnerstadt von Komaki in Japan.

## Bevölkerung
Bei der Volkszählung 2000 besaß Wyandotte 28.006 Einwohner, mehr als 96 % davon Weiße. Zwischen 1990 und 2000 nahm die Bevölkerung um neun Prozent ab. Viele der Einwohner sind polnischer (22,5 %), deutscher (21,9 %) und irischer (17,5 %) Abstammung.
Das Pro-Kopf-Einkommen betrug 22.185 US-Dollar, etwa 6,2 % der Bevölkerung lebte unter der Armutsgrenze.

## Geschichte
Im 18. Jahrhundert bestand am Ort des heutigen Wyandotte eine Siedlung der Wyandot oder Wendat, einem Stamm der Huronen, deren Zentrum im Bereich der heutigen Eureka Avenue und der Oak Street lag. Von dieser aus plante Chief Pontiac 1763 seinen Angriff auf Detroit.
1818 unterzeichneten die Wyandot einen Vertrag mit der Regierung, in dem sie ihr Land aufgaben. Sie zogen zunächst in die Gegend von Flat Rock (Michigan), dann nach Ohio, Kansas und schließlich nach Oklahoma. Zeuge dieser Wanderung ist der Name von Wyandotte County (Kansas).
Einer der ersten weißen Siedler, der nach dem Abzug der Indianer nach Wyandotte kam, war John Biddle (1792–1859), ein früherer Major der Army aus Pennsylvania, der im Britisch-Amerikanischen Krieg gekämpft hatte und später eine erfolgreiche politische Karriere durchlief: zunächst Bürgermeister von Detroit, dann Abgeordneter im Kongress, Vorsitzender der Michigan Central Railroad, Mitglied und späterer Sprecher des Repräsentantenhauses von Michigan sowie Kandidat für den Posten des Gouverneurs von Michigan. Nach Biddle wurde im Stadtgebiet von Wyandotte der West Jefferson Boulevard von Detroit nach Monroe County Biddle Avenue benannt.

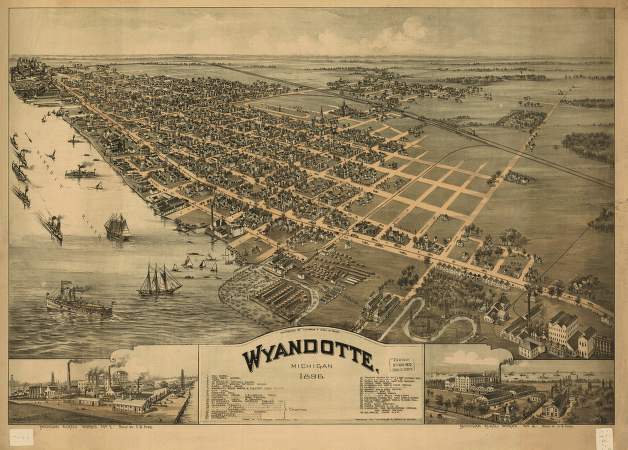
Wyandotte, 1896

Biddle kaufte 1835 ein 2200 Acre (9 km²) großes Gelände nahe der heutigen Biddle Avenue und der Vinewood Avenue und gründete eine Farm, die er „The Wyandotte“ nannte. 1854 verkaufte er das Anwesen an Eber Ward von der Eureka Iron Co. für 44.000 Dollar. In der Folge beschäftigte er sich mit der Stahlherstellung und führte 1864 mit Eisenerzen von Michigans Oberer Halbinsel das Bessemer-Verfahren in die Vereinigten Staaten ein. Mit dem Aufblühen der Stahlindustrie in und um Detroit entstanden auch in Wyandotte mehrere Betriebe der Stahlindustrie, und Henry Ford aus dem nahe gelegenen Dearborn konnte sich später bei der Einführung der Automobil-Massenproduktion auf die Kapazität der hiesigen Stahlindustrie stützen. Neben der Stahlindustrie trugen zahlreiche Salzbergwerke und die darauf aufbauende chemische Industrie zum wirtschaftlichen Gedeihen der Stadt bei.
Eine der Stahlgesellschaften in Wyandotte waren die Eureka Iron Works, die vor allem im späten 18. Jahrhundert wirtschaftlich sehr erfolgreich waren. John Van Alstyne, ein leitender Angestellter der Firma, entwarf Ende der 1850er einen Leitplan für die Stadt Wyandotte. 1867 wurde Wyandotte formell gegründet und Van Alstyne wurde Bürgermeister. Nach ihm ist heute eine Straße am Detroit River benannt.

## Wirtschaft und Industrie
Eine frühe Persönlichkeit in der Industrie von Wyandotte war John Baptiste Ford, der ein Werk zur Herstellung von Soda-Produkten aus Salz betrieb, die bei der Herstellung von Glas verwendet wurde. 1893 gründete er die Michigan Alkali Company, die unter anderem Natriumhydrogencarbonat, Natriumcarbonat und Natronlauge herstellte. Das Unternehmen wurde später in Wyandotte Chemicals Co. umbenannt und produzierte verschiedene Seifen und Reinigungsmittel, bis es ein Teil der BASF-Werke in Wyandotte wurde. Heute ist die chemische Industrie weitgehend aus dem Stadtbild verschwunden. Eine prominente Ausnahme sind die weiterhin bestehenden BASF-Werke Wyandotte (42° 13′ 1,6″ N, 83° 8′ 47″ W)
Zwischen den 1870s bis in die 1920er spielte Wyandotte eine wichtige Rolle im Schiffbau. In dieser Zeit wurde in der Stadt eine Vielzahl von Modelltypen hergestellt, von Dampfern über Schlepper bis hin zu großen Fährschiffen. 1873 produzierte Ward's Wyandotte Iron Ship Building Works das erste Stahlrumpfboot der USA, einen Schlepper namens „Sport“.
Ab etwa 1920 entwickelte sich Wyandotte zu einer wichtigen Produktionsstätte von Spielzeugen. Die Firma All Metal Products Company (später Wyandotte Toys) wurde 1920 gegründet, sie produzierte eine Vielzahl unterschiedlicher Spielzeuge und war bis in die 1950er der größte Produzent von Spielzeugpistolen und -gewehren der USA. Anfang der 1950er Jahre zog die Firma nach Ohio und wurde drei Jahre später von der Firma Louis Marx and Company gekauft.

## Verwaltung, öffentliche Dienste und Bildungseinrichtungen
Bürgermeister von Wyandotte ist Joseph R. Peterson (seit 5/2009).  Ihm zur Seite steht ein Stadtrat und andere gewählte Vertreter, die die Stadtverwaltung leiten. Die Stadt verfügt einen eigenen Versorgungsbetrieb, die Wyandotte Municipal Services, stellt die Energieversorgung über eine stadteigenes Kraftwerk sicher und bietet stadteigene Wasserversorgung und Kabelfernsehen an.
Die Stadt besitzt neben zahlreichen Grund- und Mittelschulen mehrere Highschools, darunter die Our Lady of Mount Carmel High School und die Roosevelt High School.

## Persönlichkeiten
- Sandy Adams (* 1956), Politikerin (Republikanische Partei)
- Lucille Ball (1911–1989), Schauspielerin und Fernsehproduzentin (I Love Lucy), wuchs in Wyandotte auf
- Michelle Belaskie, Schauspielerin[8]
- Susan Cygan, Schauspielerin, wuchs in Wyandotte auf
- Aaron Diaz, populärwissenschaftlicher Autor und Schöpfer des Webcomics Dresden Codak
- Amy Hayes (* 1973), Moderatorin von Boxkämpfen und Model
- Charles Hendrix, Schauspieler[9]
- Bob Kuzava, Baseball-Pitcher[10]
- Lee Majors (* 1939), Schauspieler, u. a. bekannt durch die Serien Big Valley, Der Sechs-Millionen-Dollar-Mann & Ein Colt für alle Fälle
- Thomas McGuane, Schriftsteller, Ehemann der Schauspielerin Margot Kidder
- Valerie Meachum, Schauspielerin[11]
- Dave Preston, Schauspieler und Filmproduktionsdesigner[12]
- Jilleanne Rookard (* 1983), Eisschnellläuferin
- Justin Hicks, Golfspieler, spielt bei der Nationwide Tour
- Garrett Shatzer, Filmkomponist[13]